# Gerhard Stuber
Gerhard Stuber (* 22. August 1927 in Ludwigsburg) ist ein deutscher Kommunalpolitiker.

## Leben
Stuber absolvierte ein Studium der Wirtschaftswissenschaft an der Universität Mannheim und der Eberhard Karls Universität Tübingen, das er als Diplom-Kaufmann abschloss. 1956 wurde er in Tübingen promoviert. 1957 wurde er kaufmännischer Geschäftsführer der damaligen Stadtwerke Ulm. Von 1972 bis 1984 war er als Nachfolger von Hans Lorenser Erster Bürgermeister (Stellvertreter des Oberbürgermeisters) und Kämmerer von Ulm. In diesem Amt folgte ihm Alfred Katz nach. Von 1984 leitete Stuber bis zu seinem Ruhestand 1991 die nun fusionierten Stadtwerke Ulm/Neu-Ulm.
Außerdem war Stuber jahrelang Mitglied des Präsidiums des SSV Ulm.
Stuber ist verheiratet und Vater zweier Kinder.

## Ehrungen und Auszeichnungen
- 1987: Medaille der Universität Ulm[2]
- 1998: Bürgermedaille der Stadt Ulm[3]
- Bundesverdienstkreuz[4]

## Werke
- Die Kostenstellenrechnung in kommunalen Krankenanstalten: Ein Beitrag zum innerbetrieblichen Rechnungswesen bei kameralistischer Buchführung. Tübingen 1956.